# Карельська трудова комуна
 Карельська трудова комуна  була створена в 1920 році як автономний регіон після вторгнення Червоної армії в Республіку Ухтуа та її окупації  18 травня 1920 року з метою підірвати та дискредитувати державотворчі рухи та змусити Фінляндію відмовитися від про спробу звільнення Східної Карелії. Едвард Гіллінг і Йрьо Сірола, колишні члени уряду Фінської Соціалістичної Робітничої Республіки, зустрілися з Леніним у Кремлі, щоб запропонувати автономію Карелії в складі Російської Радянської Федеративної Соціалістичної Республіки. Комуна була заснована 8 червня 1920 року та була розформована 25 липня 1923 року, її правонаступником стала Карельська АРСР після припинення Хеймосодату.

## Уряд
Урядом Карельської трудової комуни керував Карельський ревком, який очолив Гіллінг. Ґіллінг був прихильником «карелізації» або «карелізації», яка, за його словами, була:
Карелізація означає, що карельські діалекти всюди мають громадянські права, що карели в усіх кабінетах і нарадах зможуть пояснювати свої справи на своєму діалекті. Але якщо думати про карелізацію як про те, що хтось хоче використовувати карельські діалекти, які часто змішуються з російськими словами більше половини часу, як літературну мову, то карелізація, природно, нераціональна.
Це призвело до політики регіонів, які розмовляли переважно карельською або фінською мовами, надавали свої послуги лише фінською мовою. Це було зроблено для того, щоб карели почувалися як вдома, і щоб вони не підтримували Карельський об’єднаний уряд і фінів.
Столицею комуни було обрано Петроском . Це було проблемою, оскільки це призвело до утворення двох адміністративних центрів Комуни, для існування Виконавчого комітету Аунусу (Олонця). Існування двох адміністративних центрів призводить до внутрішньої боротьби та дрібних суперечок, таких як демаркація кордону на основі етнічних чи економічних кордонів. 
Комуна зіткнулася з нестачею робочої сили, що завадило їй ефективно розвивати економіку шляхом експорту деревини та індустріалізації після потрясінь попередніх років. У суперечці з Олонецьким губернаторством, розташованим у Петроскомі, Гіллінг спробував отримати контроль над лісопильним заводом у Неглінці разом із концентраційним табором, який знаходився неподалік, під контролем ЧК.

## Плановане розширення
Карельська трудова комуна не мала бути обмежена лише Східною Карелією чи Карелією в цілому, ці наміри відображали іноді обговорювані наміри Карело-Фінської РСР щодо її розширення. Часто вважають, що Комуна мала стати злітною смугою для поширення комуністичної революції на Фінляндію. Ці ідеї були знищені політикою «Соціалізм в одній країні», яку застосовував Сталін, у результаті поразки СРСР у польсько-радянській війні.